# Candelabrum capensis
Candelabrum capensis är en nässeldjursart som först beskrevs av Irene Manton 1940.  Candelabrum capensis ingår i släktet Candelabrum och familjen Candelabridae. Inga underarter finns listade i Catalogue of Life.